# Dasychira pytna
Dasychira pytna is een vlinder uit de familie spinneruilen (Erebidae), onderfamilie donsvlinders (Lymantriinae). De wetenschappelijke naam van deze soort is voor het eerst geldig gepubliceerd in 1898 door Druce.
De soort komt voor in tropisch Afrika.